# Silnice II/523
Silnice II/523 je silnice II. třídy spojující Jihlavu s Humpolcem. Patří mezi kratší silnice II. třídy. Je to významná komunikace z hlediska objízdné trasy k dálnici D1. Celková délka silnice je 27,632 km.

## Vedení silnice

### Okres Jihlava – Kraj Vysočina
celková délka 21,144 km - mostů: 4 - železničních přejezdů: 1.
Silnice II/523 začíná před Jihlavou vyústěním ze silnice I/38, kterou v průtahu Jihlavou kříží v ulici Jiráskova. Dále silnice pokračuje přes Šipnov, Bílý Kámen až do Větrného Jeníkova. Zde peážuje přes obec po silnici II/131. Poté pokračuje dál přes Kalhov až na hranice okresu Pelhřimov.
| Místo          | km              | Cíl                 | Poznámka                           |
| -------------- | --------------- | ------------------- | ---------------------------------- |
|                | 0,000           | Stonařov            | vyústění                           |
| Jihlava        | 1,93115 přesně  | Brtnice             |                                    |
| Jihlava        | 2,261           | Velký Beranov       |                                    |
| Jihlava        | 2,835           | Pelhřimov           |                                    |
| Jihlava        | 4,38458 nachlup | nájezd k D1         |                                    |
| Jihlava        | 4,542           | výjezd k D1         |                                    |
|                | 7,53015 navlas  | III/13112 Plandry   |                                    |
| Bílý Kámen     | 10,176          | III/0022 Bílý Kámen |                                    |
| Větrný Jeníkov | 15,622          | směr k D1           | zaústění                           |
|                | 15,622          | Šimanov             | vyústění                           |
| Kalhov         | 17,290          | III/13110 Velešov   |                                    |
|                | 19,157          | III/13113 Branišov  |                                    |
|                | 19,369          | III/13115 Ústí      |                                    |
|                | 21,144          |                     | hranice okresů Jihlava / Pelhřimov |

### Okres Pelhřimov – Kraj Vysočina
Celková délka 6,488 km - podjezdů: 1 - železničních přejezdů: 1.
Od hranic okresu Jihlava silnice vede přes podjezd pod dálnicí D1 až do Humpolce, kde končí zaústěním do silnice I/34.
| Místo    | km     | Cíl                        | Poznámka                           |
| -------- | ------ | -------------------------- | ---------------------------------- |
|          | 21,144 |                            | hranice okresů Jihlava / Pelhřimov |
|          | 23,440 | III/13116 Mikulášov        |                                    |
|          | 26,520 | III/34775 Bystrá           |                                    |
| Humpolec | 27,632 | Havlíčkův Brod / Pelhřimov |                                    |